# Élections présidentielles sous la Cinquième République en Charente-Maritime
Depuis l'adoption de la Constitution de la Cinquième République française en 1958, dix élections présidentielles ont eu lieu afin d'élire le président de la République. Cette page présente les résultats de ces élections en Charente-Maritime.

## Synthèse des résultats du second tour
La Charente-Maritime vote traditionnellement selon la même tendance qu'au niveau national.
| année | Répartition des exprimés | Répartition des exprimés | Participation (% des inscrits) | Blancs ou nuls (% des votants) |

| 2022 | Emmanuel Macron (56,32 %) (France : 58,55 %) | Marine Le Pen (43,68 %) (France : 41,45 %) | 75,71 % (France : 71,99 %) | 6,88 % (France : 6,23 %) |

| 2017 | Emmanuel Macron (64,84 %) (France : 66,10 %) | Marine Le Pen (35,16 %) (France : 33,90 %) | 77,24 % (France : 77,77 %) | 2,02 % (France : 2,47 %) |

| 2012 | François Hollande (51,57 %) (France : 51,64 %) | Nicolas Sarkozy (48,43 %) (France : 48,36 %) | 81,89 % (France : 80,35 %) | 2 % (France : 5,82 %) |

| 2007 | Nicolas Sarkozy (51,93 %) (France : 53,06 %) | Ségolène Royal (48,07 %) (France : 46,94 %) | 84,83 % (France : 83,97 %) | 1,39 % (France : 4,20 %) |

| 2002 | Jacques Chirac (83,72 %) (France : 82,21 %) | J.-M. Le Pen (16,28 %) (France : 17,79 %) | 73,05 % (France : 79,71 %) | 3,67 % (France : 3,38 %) |

| 1995 | Jacques Chirac (51,67 %) (France : 52,64 %) | Lionel Jospin (48,33 %) (France : 47,36 %) | 78,95 % (France : 78,38 %) | 3,2 % (France : 2,81 %) |

| 1988 | François Mitterrand (54,39 %) (France : 54,02 %) | Jacques Chirac (45,61 %) (France : 45,98 % %) | 80,5 % (France : 81,35 %) | 2,19 % (France : 2,00 %) |

| 1981 | François Mitterrand (53,51 %) (France : 51,76 %) | Valéry Giscard d'Estaing (46,49 %) (France : 48,24 %) | 79,93 % (France : 81,09 %) | 1,41 % (France : 1,62 %) |

| 1974 | Valéry Giscard d'Estaing (50,4 %) (France : 50,81 %) | François Mitterrand (49,6 %) (France : 49,19 %) | 82,25 % (France : 84,23 %) | 1 % (France : 0,92 %) |

| 1969 | Georges Pompidou (52,71 %) (France : 58,21 %) | Alain Poher (47,29 %) (France : 41,79 %) | 74,57 % (France : 77,59 %) | 1,23 % (France : 1,29 %) |

| 1965 | Charles de Gaulle (51,1 %) (France : 55,20 %) | François Mitterrand (48,9 %) (France : 44,80 %) | 81,99 % (France : 84,75 %) | 1,02 % (France : 1,01 %) |

|  | ▲ |

## Résultats détaillés par scrutin

### 2022
Arrivé en tête du premier tour, le président sortant Emmanuel Macron (27,85 %) affronte Marine Le Pen (23,15 %), un duel identique à celui du scrutin de 2017. C'est la deuxième fois qu'un second tour opposant les mêmes candidats à deux scrutins présidentiels consécutifs a lieu après ceux où se sont affrontés Valéry Giscard d'Estaing et François Mitterrand en 1974 et 1981.
En troisième position avec 21,95 % des voix, Jean-Luc Mélenchon réalise le score le plus élevé de ses trois candidatures et arrive largement en tête de la gauche, mais échoue à accéder au second tour, avec environ 400 000 voix de moins que Marine Le Pen.
Une nouvelle fois, les partis politiques traditionnels sont absents du second tour, dans des proportions encore plus importantes que lors de la précédente élection. Le Parti socialiste et Les Républicains, représentés respectivement par Anne Hidalgo et Valérie Pécresse, s'effondrent avec des scores historiquement faibles et n'atteignent pas le seuil des 5 %, condition permettant d'être remboursé des frais de campagne.
Le second tour voit Emmanuel Macron l'emporter par 58,55 % des suffrages exprimés, permettant ainsi au président sortant d'entamer un second mandat. Le septennat ayant été aboli en 2000, il devient ainsi le premier président de la République française à être réélu pour un deuxième quinquennat, le deuxième président de la Cinquième République réélu hors période de cohabitation et le quatrième président de la Cinquième République réélu.
En Charente-Maritime, Emmanuel Macron arrive en tête du premier tour avec 28,87 % des exprimés, suivi de Marine Le Pen (25,32 %), Jean-Luc Mélenchon (18,18 %) et Éric Zemmour (6,18 %). Au second tour, les électeurs ont voté à 56,32 % pour Emmanuel Macron contre 43,68 % pour Marine Le Pen avec un taux de participation de 75,71 % des inscrits.
| Candidats                | Candidats                | Partis                   | Premier tour | Premier tour | Second tour | Second tour |
| Candidats                | Candidats                | Partis                   | Voix         | %            | Voix        | %           |
| ------------------------ | ------------------------ | ------------------------ | ------------ | ------------ | ----------- | ----------- |
|                          | Emmanuel Macron          | LREM                     | 113 753      | 28,87        | 201 159     | 56,32       |
|                          | Marine Le Pen            | RN                       | 99 790       | 25,32        | 156 020     | 43,68       |
|                          | Jean-Luc Mélenchon       | LFI                      | 71 633       | 18,18        |             |             |
|                          | Éric Zemmour             | REC                      | 24 347       | 6,18         |             |             |
|                          | Valérie Pécresse         | LR                       | 19 316       | 4,90         |             |             |
|                          | Yannick Jadot            | EELV                     | 19 012       | 4,82         |             |             |
|                          | Jean Lassalle            | RES                      | 14 335       | 3,64         |             |             |
|                          | Fabien Roussel           | PCF                      | 10 002       | 2,54         |             |             |
|                          | Nicolas Dupont-Aignan    | DLF                      | 9 289        | 2,36         |             |             |
|                          | Anne Hidalgo             | PS                       | 6 857        | 1,74         |             |             |
|                          | Philippe Poutou          | NPA                      | 3 403        | 0,86         |             |             |
|                          | Nathalie Arthaud         | LO                       | 2 330        | 0,59         |             |             |
|                          |                          |                          |              |              |             |             |
| Votes valides            | Votes valides            | Votes valides            | 394 067      | 97,84        | 357 179     | 90,91       |
| Votes blancs             | Votes blancs             | Votes blancs             | 5 918        | 1,46         | 26 323      | 6,70        |
| Votes nuls               | Votes nuls               | Votes nuls               | 2 780        | 0,70         | 9 405       | 2,39        |
| Total                    | Total                    | Total                    | 402 765      | 100          | 392 907     | 100         |
| Abstention               | Abstention               | Abstention               | 116 437      | 22,43        | 126 022     | 24,29       |
| Inscrits / participation | Inscrits / participation | Inscrits / participation | 519 202      | 77,57        | 518 929     | 75,71       |

### 2017
Le premier tour de l'élection présidentielle de 2017 voit s'affronter onze candidats. Emmanuel Macron arrive en tête devant Marine Le Pen et tous deux se qualifient pour le second tour. Néanmoins, avec François Fillon et Jean-Luc Mélenchon, les scores des quatre candidats ayant recueilli le plus de voix sont serrés (4,43 points entre le 1er et le 4e). Pour la première fois, aucun des candidats des deux partis politiques pourvoyeurs jusque-là des présidents de la Ve République, n'est présent au second tour. Celui-ci se tient le dimanche 7 mai et se solde par la victoire d'Emmanuel Macron, avec un total de 20 753 798 bulletins de vote en sa faveur, soit 66,10 % des suffrages exprimés, face à la candidate du Front national, qui recueille 33,90 %. Le scrutin est néanmoins marqué par une forte abstention et par un record de votes blancs ou nuls. 
En Charente-Maritime, Emmanuel Macron arrive en tête du premier tour avec 23,91 % des exprimés, suivi de Marine Le Pen (21,14 %), François Fillon (20,59 %), Jean-Luc Mélenchon (18,97 %) et Benoît Hamon (5,76 %). Au second tour, les électeurs ont voté à 64,84 % pour Emmanuel Macron contre 35,16 % pour Marine Le Pen avec un taux de participation de 77,24 % des inscrits.
|             | EM          | Emmanuel Macron       | 91 355  | 23,91 %    | 215 465 | 64,84 %    |  |  |
|             | FN          | Marine Le Pen         | 80 764  | 21,14 %    | 116 854 | 35,16 %    |  |  |
|             | LR          | François Fillon       | 78 659  | 20,59 %    |         |            |  |  |
|             | LFi         | Jean-Luc Mélenchon    | 72 491  | 18,97 %    |         |            |  |  |
|             | PS          | Benoît Hamon          | 22 023  | 5,76 %     |         |            |  |  |
|             | DlF         | Nicolas Dupont-Aignan | 20 333  | 5,32 %     |         |            |  |  |
|             | RES         | Jean Lassalle         | 5 276   | 1,38 %     |         |            |  |  |
|             | NPA         | Philippe Poutou       | 4 876   | 1,28 %     |         |            |  |  |
|             | UPR         | François Asselineau   | 3 020   | 0,79 %     |         |            |  |  |
|             | LO          | Nathalie Arthaud      | 2 576   | 0,67 %     |         |            |  |  |
|             | SeP         | Jacques Cheminade     | 692     | 0,18 %     |         |            |  |  |
|             |             |                       |         |            |         |            |  |  |
|             |             |                       | Nombre  | % inscrits | Nombre  | % inscrits |  |  |
| Inscrits    | Inscrits    | Inscrits              | 491 369 |            | 491 298 |            |  |  |
| Abstentions | Abstentions | Abstentions           | 99 351  | 20,22 %    | 111 824 | 22,76 %    |  |  |
| Votants     | Votants     | Votants               | 392 018 | 79,78 %    | 379 474 | 77,24 %    |  |  |
|             |             |                       |         |            |         |            |  |  |
|             |             |                       |         | % votants  |         | % votants  |  |  |
| Blancs      | Blancs      | Blancs                | 6 848   | 1,39 %     | 34 720  | 7,07 %     |  |  |
| Nuls        | Nuls        | Nuls                  | 3 105   | 0,63 %     | 12 435  | 2,53 %     |  |  |
| Exprimés    | Exprimés    | Exprimés              | 382 065 | 77,76 %    | 332 319 | 67,64 %    |  |  |

### 2012
Hollande, désigné par le PS à la suite d'une primaire ouverte, devance Sarkozy dès le premier tour de l'élection présidentielle de 2012 : c'est la première fois qu'un président sortant est ainsi devancé. Au second tour, Sarkozy est battu mais par un écart plus faible qu'attendu.
En Charente-Maritime, François Hollande arrive en tête du premier tour avec 28,47 % des exprimés, suivi de Nicolas Sarkozy (28,1 %), Marine Le Pen (17,45 %), Jean-Luc Mélenchon (10,38 %) et François Bayrou (9,08 %). Au second tour, les électeurs ont voté à 51,57 % pour François Hollande contre 48,43 % pour Nicolas Sarkozy avec un taux de participation de 82,35 % des inscrits.
|                | PS             | François Hollande     | 107 821 | 28,47 %    | 188 387 | 51,57 %    |  |  |
|                | UMP            | Nicolas Sarkozy       | 106 431 | 28,1 %     | 176 944 | 48,43 %    |  |  |
|                | FN             | Marine Le Pen         | 66 076  | 17,45 %    |         |            |  |  |
|                | FG             | Jean-Luc Mélenchon    | 39 313  | 10,38 %    |         |            |  |  |
|                | MoDem          | François Bayrou       | 34 381  | 9,08 %     |         |            |  |  |
|                | EELV           | Éva Joly              | 8 378   | 2,21 %     |         |            |  |  |
|                | DLF            | Nicolas Dupont-Aignan | 7 900   | 2,09 %     |         |            |  |  |
|                | NPA            | Philippe Poutou       | 5 392   | 1,42 %     |         |            |  |  |
|                | LO             | Nathalie Arthaud      | 2 161   | 0,57 %     |         |            |  |  |
|                | S&P            | Jacques Cheminade     | 888     | 0,23 %     |         |            |  |  |
|                |                |                       |         |            |         |            |  |  |
|                |                |                       | Nombre  | % inscrits | Nombre  | % inscrits |  |  |
| Inscrits       | Inscrits       | Inscrits              | 471 947 |            | 472 024 |            |  |  |
| Abstentions    | Abstentions    | Abstentions           | 85 478  | 18,11 %    | 83 316  | 17,65 %    |  |  |
| Votants        | Votants        | Votants               | 386 469 | 81,89 %    | 388 708 | 82,35 %    |  |  |
|                |                |                       |         |            |         |            |  |  |
|                |                |                       |         | % votants  |         | % votants  |  |  |
| Blancs ou nuls | Blancs ou nuls | Blancs ou nuls        | 7 728   | 2 %        | 23 377  | 6,01 %     |  |  |
| Exprimés       | Exprimés       | Exprimés              | 378 741 | 98 %       | 365 331 | 98 %       |  |  |

### 2007
Au premier tour de l'élection présidentielle de 2007, Sarkozy réussit à capter une partie des voix de Le Pen et arrive largement en tête. Royal est la première femme qualifiée pour le second tour d'une élection présidentielle. Elle est battue avec une avance de 6 points.
En Charente-Maritime, Nicolas Sarkozy arrive en tête du premier tour avec 30,09 % des exprimés, suivi de Ségolène Royal (27,66 %), François Bayrou (17,22 %), Jean-Marie Le Pen (8,94 %) et Olivier Besancenot (4,06 %). Au second tour, les électeurs ont voté à 51,93 % pour Nicolas Sarkozy contre 48,07 % pour Ségolène Royal avec un taux de participation de 85,63 % des inscrits.
|                | UMP            | Nicolas Sarkozy      | 114 119 | 30,09 %    | 193 372 | 51,93 %    |  |  |
|                | PS             | Ségolène Royal       | 104 916 | 27,66 %    | 179 017 | 48,07 %    |  |  |
|                | UDF            | François Bayrou      | 65 306  | 17,22 %    |         |            |  |  |
|                | FN             | Jean-Marie Le Pen    | 33 896  | 8,94 %     |         |            |  |  |
|                | LCR            | Olivier Besancenot   | 15 408  | 4,06 %     |         |            |  |  |
|                | MPF            | Philippe de Villiers | 13 997  | 3,69 %     |         |            |  |  |
|                | CPNT           | Frédéric Nihous      | 9 136   | 2,41 %     |         |            |  |  |
|                | GPA            | Marie-George Buffet  | 5 840   | 1,54 %     |         |            |  |  |
|                | Les Verts      | Dominique Voynet     | 5 634   | 1,49 %     |         |            |  |  |
|                | SE             | José Bové            | 4 987   | 1,31 %     |         |            |  |  |
|                | LO             | Arlette Laguiller    | 4 662   | 1,23 %     |         |            |  |  |
|                | CNRSP          | Gérard Schivardi     | 1 353   | 0,36 %     |         |            |  |  |
|                |                |                      |         |            |         |            |  |  |
|                |                |                      | Nombre  | % inscrits | Nombre  | % inscrits |  |  |
| Inscrits       | Inscrits       | Inscrits             | 453 394 |            | 453 387 |            |  |  |
| Abstentions    | Abstentions    | Abstentions          | 68 782  | 15,17 %    | 65 158  | 14,37 %    |  |  |
| Votants        | Votants        | Votants              | 384 612 | 84,83 %    | 388 229 | 85,63 %    |  |  |
|                |                |                      |         |            |         |            |  |  |
|                |                |                      |         | % votants  |         | % votants  |  |  |
| Blancs ou nuls | Blancs ou nuls | Blancs ou nuls       | 5 358   | 1,39 %     | 15 840  | 4,08 %     |  |  |
| Exprimés       | Exprimés       | Exprimés             | 379 254 | 98,61 %    | 372 389 | 95,92 %    |  |  |

### 2002
Après cinq années de cohabitation, un duel est attendu entre Chirac et le Premier ministre Jospin lors de l'élection présidentielle de 2002, mais, à la surprise générale, ce dernier est devancé par Le Pen au premier tour. Au second tour, Chirac bénéficie du ralliement de la gauche et reçoit un score sans précédent. Il s'agit de la première élection pour un mandat de cinq ans et non plus sept.
En Charente-Maritime, Jacques  Chirac arrive en tête du premier tour avec 20,32 % des exprimés, suivi de Lionel  Jospin (16,12 %), Jean-Marie  Le Pen (13,41 %), Jean  Saint-Josse (9,23 %) et François Bayrou (6,2 %). Au second tour, les électeurs ont voté à 83,72 % pour Jacques  Chirac contre 16,28 % pour Jean-Marie  Le Pen avec un taux de participation de 81,25 % des inscrits.
|                | RPR            | Jacques Chirac          | 59 749  | 20,32 %    | 268 309 | 83,72 %    |  |  |
|                | PS             | Lionel Jospin           | 47 399  | 16,12 %    |         |            |  |  |
|                | FN             | Jean-Marie Le Pen       | 39 427  | 13,41 %    | 52 164  | 16,28 %    |  |  |
|                | CPNT           | Jean Saint-Josse        | 27 130  | 9,23 %     |         |            |  |  |
|                | UDF            | François Bayrou         | 18 238  | 6,2 %      |         |            |  |  |
|                | LO             | Arlette Laguiller       | 17 534  | 5,96 %     |         |            |  |  |
|                | Les Verts      | Noël Mamère             | 15 162  | 5,16 %     |         |            |  |  |
|                | LCR            | Olivier Besancenot      | 13 453  | 4,58 %     |         |            |  |  |
|                | MC             | Jean-Pierre Chevènement | 13 372  | 4,55 %     |         |            |  |  |
|                | DL             | Alain Madelin           | 11 697  | 3,98 %     |         |            |  |  |
|                | PC             | Robert Hue              | 9 266   | 3,15 %     |         |            |  |  |
|                | PRG            | Christiane Taubira      | 6 404   | 2,18 %     |         |            |  |  |
|                | MNR            | Bruno Mégret            | 5 531   | 1,88 %     |         |            |  |  |
|                | Cap21          | Corinne Lepage          | 5 411   | 1,84 %     |         |            |  |  |
|                | FRS            | Christine Boutin        | 2 679   | 0,91 %     |         |            |  |  |
|                | PT             | Daniel Gluckstein       | 1 550   | 0,53 %     |         |            |  |  |
|                |                |                         |         |            |         |            |  |  |
|                |                |                         | Nombre  | % inscrits | Nombre  | % inscrits |  |  |
| Inscrits       | Inscrits       | Inscrits                | 417 790 |            | 417 808 |            |  |  |
| Abstentions    | Abstentions    | Abstentions             | 112 588 | 26,95 %    | 78 358  | 18,75 %    |  |  |
| Votants        | Votants        | Votants                 | 305 202 | 73,05 %    | 339 450 | 81,25 %    |  |  |
|                |                |                         |         |            |         |            |  |  |
|                |                |                         |         | % votants  |         | % votants  |  |  |
| Blancs ou nuls | Blancs ou nuls | Blancs ou nuls          | 11 200  | 3,67 %     | 18 977  | 5,59 %     |  |  |
| Exprimés       | Exprimés       | Exprimés                | 294 002 | 96,33 %    | 320 473 | 94,41 %    |  |  |

### 1995
Après une nouvelle cohabitation et alors que la droite est particulièrement divisée entre Chirac et le Premier ministre Balladur, Jospin réussit à arriver en tête au premier tour de l'élection présidentielle de 1995, malgré la très lourde défaite de la gauche aux législatives de 1993. Au second tour, il est battu par Chirac.
En Charente-Maritime, Lionel Jospin arrive en tête du premier tour avec 24,68 % des exprimés, suivi de Jacques Chirac (20 %), Édouard Balladur (19,29 %), Jean-Marie Le Pen (11,31 %) et Robert Hue (8,46 %). Au second tour, les électeurs ont voté à 51,67 % pour Jacques Chirac contre 48,33 % pour Lionel Jospin avec un taux de participation de 80,47 % des inscrits.
|                | PS             | Lionel Jospin        | 74 907  | 24,68 %    | 146 040 | 48,33 %    |  |  |
|                | RPR            | Jacques Chirac       | 60 687  | 20 %       | 156 135 | 51,67 %    |  |  |
|                | RPR            | Édouard Balladur     | 58 549  | 19,29 %    |         |            |  |  |
|                | FN             | Jean-Marie Le Pen    | 34 327  | 11,31 %    |         |            |  |  |
|                | PC             | Robert Hue           | 25 667  | 8,46 %     |         |            |  |  |
|                | MPF            | Philippe de Villiers | 23 688  | 7,8 %      |         |            |  |  |
|                | LO             | Arlette Laguiller    | 14 721  | 4,85 %     |         |            |  |  |
|                | Les Verts      | Dominique Voynet     | 9 999   | 3,29 %     |         |            |  |  |
|                | S&P            | Jacques Cheminade    | 953     | 0,31 %     |         |            |  |  |
|                |                |                      |         |            |         |            |  |  |
|                |                |                      | Nombre  | % inscrits | Nombre  | % inscrits |  |  |
| Inscrits       | Inscrits       | Inscrits             | 397 086 |            | 396 990 |            |  |  |
| Abstentions    | Abstentions    | Abstentions          | 83 567  | 21,05 %    | 77 525  | 19,53 %    |  |  |
| Votants        | Votants        | Votants              | 313 519 | 78,95 %    | 319 465 | 80,47 %    |  |  |
|                |                |                      |         |            |         |            |  |  |
|                |                |                      |         | % votants  |         | % votants  |  |  |
| Blancs ou nuls | Blancs ou nuls | Blancs ou nuls       | 10 021  | 3,2 %      | 17 290  | 5,41 %     |  |  |
| Exprimés       | Exprimés       | Exprimés             | 303 498 | 96,8 %     | 302 175 | 94,59 %    |  |  |

### 1988
Après deux ans de cohabitation, Mitterrand affronte le Premier ministre Chirac lors de l'élection présidentielle de 1988. Le Pen obtient au premier tour un score jusque-là sans précédent pour un parti d'extrême droite. Au second tour, Mitterrand est facilement réélu.
En Charente-Maritime, François Mitterrand arrive en tête du premier tour avec 36,43 % des exprimés, suivi de Jacques Chirac (20,18 %), Raymond Barre (18,08 %), Jean-Marie Le Pen (11,17 %) et André Lajoinie (5,98 %). Au second tour, les électeurs ont voté à 54,39 % pour François Mitterrand contre 45,61 % pour Jacques Chirac avec un taux de participation de 83,92 % des inscrits.
|                | PS                    | François Mitterrand | 109 272 | 36,43 %    | 168 163 | 54,39 %    |  |  |
|                | RPR                   | Jacques Chirac      | 60 534  | 20,18 %    | 141 000 | 45,61 %    |  |  |
|                | SE                    | Raymond Barre       | 54 219  | 18,08 %    |         |            |  |  |
|                | FN                    | Jean-Marie Le Pen   | 33 497  | 11,17 %    |         |            |  |  |
|                | PC                    | André Lajoinie      | 17 926  | 5,98 %     |         |            |  |  |
|                | Les Verts             | Antoine Waechter    | 11 003  | 3,67 %     |         |            |  |  |
|                | LO                    | Arlette Laguiller   | 6 315   | 2,11 %     |         |            |  |  |
|                | Communiste rénovateur | Pierre Juquin       | 5 858   | 1,95 %     |         |            |  |  |
|                | MPT                   | Pierre Boussel      | 1 315   | 0,44 %     |         |            |  |  |
|                |                       |                     |         |            |         |            |  |  |
|                |                       |                     | Nombre  | % inscrits | Nombre  | % inscrits |  |  |
| Inscrits       | Inscrits              | Inscrits            | 380 931 |            | 380 808 |            |  |  |
| Abstentions    | Abstentions           | Abstentions         | 74 285  | 19,5 %     | 61 232  | 16,08 %    |  |  |
| Votants        | Votants               | Votants             | 306 646 | 80,5 %     | 319 576 | 83,92 %    |  |  |
|                |                       |                     |         |            |         |            |  |  |
|                |                       |                     |         | % votants  |         | % votants  |  |  |
| Blancs ou nuls | Blancs ou nuls        | Blancs ou nuls      | 6 707   | 2,19 %     | 10 413  | 3,26 %     |  |  |
| Exprimés       | Exprimés              | Exprimés            | 299 939 | 97,81 %    | 309 163 | 96,74 %    |  |  |

### 1981
Lors de l'élection présidentielle de 1981, Giscard d'Estaing arrive en tête au premier tour et affronte, comme la fois précédente, Mitterrand. Pour la première fois, un président sortant est battu : Mitterrand devient le premier président de gauche de la Ve République.
En Charente-Maritime, Valéry Giscard d'Estaing arrive en tête du premier tour avec 26,35 % des exprimés, suivi de François Mitterrand (24,42 %), Jacques Chirac (16,37 %), Georges Marchais (12,87 %) et Michel Crépeau (11,94 %). Au second tour, les électeurs ont voté à 50,4 % pour François Mitterrand contre 46,49 % pour Valéry Giscard d'Estaing avec un taux de participation de 85,5 % des inscrits.
|                | UDF            | Valéry Giscard d'Estaing | 76 083  | 26,35 %    | 141 582 | 46,49 %    |  |  |
|                | PS             | François Mitterrand      | 70 496  | 24,42 %    | 162 977 | 53,51 %    |  |  |
|                | RPR            | Jacques Chirac           | 47 265  | 16,37 %    |         |            |  |  |
|                | PC             | Georges Marchais         | 37 149  | 12,87 %    |         |            |  |  |
|                | MRG            | Michel Crépeau           | 34 484  | 11,94 %    |         |            |  |  |
|                | MEP            | Brice Lalonde            | 8 464   | 2,93 %     |         |            |  |  |
|                | LO             | Arlette Laguiller        | 5 233   | 1,81 %     |         |            |  |  |
|                | Divers droite  | Michel Debré             | 4 036   | 1,4 %      |         |            |  |  |
|                | Divers droite  | Marie-France Garaud      | 3 614   | 1,25 %     |         |            |  |  |
|                | PSU            | Huguette Bouchardeau     | 1 893   | 0,66 %     |         |            |  |  |
|                |                |                          |         |            |         |            |  |  |
|                |                |                          | Nombre  | % inscrits | Nombre  | % inscrits |  |  |
| Inscrits       | Inscrits       | Inscrits                 | 366 395 |            | 366 241 |            |  |  |
| Abstentions    | Abstentions    | Abstentions              | 73 550  | 20,07 %    | 53 098  | 14,5 %     |  |  |
| Votants        | Votants        | Votants                  | 292 845 | 79,93 %    | 313 143 | 85,5 %     |  |  |
|                |                |                          |         |            |         |            |  |  |
|                |                |                          |         | % votants  |         | % votants  |  |  |
| Blancs ou nuls | Blancs ou nuls | Blancs ou nuls           | 4 128   | 1,41 %     | 8 584   | 2,74 %     |  |  |
| Exprimés       | Exprimés       | Exprimés                 | 288 717 | 98,59 %    | 304 559 | 97,26 %    |  |  |

### 1974
L'élection présidentielle de 1974 est une élection anticipée à la suite de la mort de Pompidou. Mitterrand, candidat unique de la gauche, est largement en tête au premier tour devant Giscard d'Estaing, qui distance lui-même Chaban-Delmas. Au terme d'une campagne animée, marquée par un débat télévisé tendu, Giscard d'Estaing l'emporte avec une très courte avance.
En Charente-Maritime, François Mitterrand arrive en tête du premier tour avec 41,81 % des exprimés, suivi de Valéry Giscard d'Estaing (25,55 %), Jacques Chaban-Delmas (23,43 %), Jean Royer (3,36 %) et Arlette Laguiller (2,67 %). Au second tour, les électeurs ont voté à 50,4 % pour Valéry Giscard d'Estaing contre 49,6 % pour François Mitterrand avec un taux de participation de 85,73 % des inscrits.
|                | PS             | François Mitterrand       | 104 743 | 41,81 %    | 128 831 | 49,6 %     |  |  |
|                | RI             | Valéry Giscard d'Estaing' | 63 994  | 25,55 %    | 130 933 | 50,4 %     |  |  |
|                | UDR            | Jacques Chaban-Delmas     | 58 688  | 23,43 %    |         |            |  |  |
|                | SE             | Jean Royer                | 8 414   | 3,36 %     |         |            |  |  |
|                | LO             | Arlette Laguiller         | 6 686   | 2,67 %     |         |            |  |  |
|                | SE, écologiste | René Dumont               | 2 471   | 0,99 %     |         |            |  |  |
|                | FN             | Jean-Marie Le Pen         | 2 246   | 0,9 %      |         |            |  |  |
|                | MDSF           | Émile Muller              | 1 166   | 0,47 %     |         |            |  |  |
|                | FCR            | Alain Krivine             | 790     | 0,32 %     |         |            |  |  |
|                | NAR            | Bertrand Renouvin         | 655     | 0,26 %     |         |            |  |  |
|                | MFE            | Jean-Claude Sebag         | 489     | 0,2 %      |         |            |  |  |
|                |                |                           |         |            |         |            |  |  |
|                |                |                           | Nombre  | % inscrits | Nombre  | % inscrits |  |  |
| Inscrits       | Inscrits       | Inscrits                  | 307 619 |            | 307 533 |            |  |  |
| Abstentions    | Abstentions    | Abstentions               | 54 600  | 17,75 %    | 43 893  | 14,27 %    |  |  |
| Votants        | Votants        | Votants                   | 253 019 | 82,25 %    | 263 640 | 85,73 %    |  |  |
|                |                |                           |         |            |         |            |  |  |
|                |                |                           |         | % votants  |         | % votants  |  |  |
| Blancs ou nuls | Blancs ou nuls | Blancs ou nuls            | 2 525   | 1 %        | 3 876   | 1,47 %     |  |  |
| Exprimés       | Exprimés       | Exprimés                  | 250 494 | 99 %       | 259 764 | 98,53 %    |  |  |

### 1969
L'élection présidentielle de 1969 est une élection anticipée à la suite de la démission de De Gaulle. La gauche se lance désunie dans la course et, bien que Duclos (PCF) manque de le devancer, c'est le président par intérim Poher qui accède au second tour face à l'ex-Premier ministre Pompidou. Alors que Duclos refuse d'appeler à voter au second tour pour « bonnet blanc ou blanc bonnet », Pompidou est finalement largement élu.
En Charente-Maritime, Georges Pompidou arrive en tête du premier tour avec 42,15 % des exprimés, suivi de Alain Poher (27,78 %), Jacques Duclos (19,44 %), Gaston Defferre (4,27 %) et Michel Rocard (3,75 %). Au second tour, les électeurs ont voté à 52,71 % pour Georges Pompidou contre 47,29 % pour Alain Poher avec un taux de participation de 69,51 % des inscrits.
|                | UDR            | Georges Pompidou | 92 239  | 42,15 %    | 102 949 | 52,71 %    |  |  |
|                | CD             | Alain Poher      | 60 781  | 27,78 %    | 92 348  | 47,29 %    |  |  |
|                | PC             | Jacques Duclos   | 42 531  | 19,44 %    |         |            |  |  |
|                | SFIO           | Gaston Defferre  | 9 337   | 4,27 %     |         |            |  |  |
|                | PSU            | Michel Rocard    | 8 208   | 3,75 %     |         |            |  |  |
|                | SE             | Louis Ducatel    | 3 640   | 1,66 %     |         |            |  |  |
|                | LC             | Alain Krivine    | 2 091   | 0,96 %     |         |            |  |  |
|                |                |                  |         |            |         |            |  |  |
|                |                |                  | Nombre  | % inscrits | Nombre  | % inscrits |  |  |
| Inscrits       | Inscrits       | Inscrits         | 297 115 |            | 297 131 |            |  |  |
| Abstentions    | Abstentions    | Abstentions      | 75 569  | 25,43 %    | 90 608  | 30,49 %    |  |  |
| Votants        | Votants        | Votants          | 221 546 | 74,57 %    | 206 523 | 69,51 %    |  |  |
|                |                |                  |         |            |         |            |  |  |
|                |                |                  |         | % votants  |         | % votants  |  |  |
| Blancs ou nuls | Blancs ou nuls | Blancs ou nuls   | 2 719   | 1,23 %     | 11 226  | 5,44 %     |  |  |
| Exprimés       | Exprimés       | Exprimés         | 218 827 | 98,77 %    | 195 297 | 94,56 %    |  |  |

### 1965
L'élection présidentielle de 1965 est la première élection au suffrage universel direct à la suite du référendum d'octobre 1962. De Gaulle est mis en ballottage, à la surprise générale, par Mitterrand, candidat unique de la gauche. La campagne du second tour est axée sur l'Europe et les relations internationales ainsi que sur l'armement nucléaire. De Gaulle est finalement réélu avec une large avance.
En Charente-Maritime, Charles de Gaulle arrive en tête du premier tour avec 40,63 % des exprimés, suivi de François Mitterrand (31,76 %), Jean Lecanuet (16,35 %), Jean-Louis Tixier-Vignancour (6,44 %) et Pierre Marcilhacy (3,71 %). Au second tour, les électeurs ont voté à 51,1 % pour Charles de Gaulle contre 48,9 % pour François Mitterrand avec un taux de participation de 81,83 % des inscrits.
|                | UNR            | Charles de Gaulle            | 95 813  | 40,63 %    | 118 109 | 51,1 %     |  |  |
|                | CIR            | François Mitterrand          | 74 895  | 31,76 %    | 113 030 | 48,9 %     |  |  |
|                | MRP            | Jean Lecanuet                | 38 551  | 16,35 %    |         |            |  |  |
|                | SE             | Jean-Louis Tixier-Vignancour | 15 186  | 6,44 %     |         |            |  |  |
|                | PLE            | Pierre Marcilhacy            | 8 752   | 3,71 %     |         |            |  |  |
|                | SE             | Marcel Barbu                 | 2 620   | 1,11 %     |         |            |  |  |
|                |                |                              |         |            |         |            |  |  |
|                |                |                              | Nombre  | % inscrits | Nombre  | % inscrits |  |  |
| Inscrits       | Inscrits       | Inscrits                     | 290 591 |            | 290 538 |            |  |  |
| Abstentions    | Abstentions    | Abstentions                  | 52 332  | 18,01 %    | 52 796  | 18,17 %    |  |  |
| Votants        | Votants        | Votants                      | 238 259 | 81,99 %    | 237 742 | 81,83 %    |  |  |
|                |                |                              |         |            |         |            |  |  |
|                |                |                              |         | % votants  |         | % votants  |  |  |
| Blancs ou nuls | Blancs ou nuls | Blancs ou nuls               | 2 442   | 1,02 %     | 6 603   | 2,78 %     |  |  |
| Exprimés       | Exprimés       | Exprimés                     | 235 817 | 98,98 %    | 231 139 | 97,22 %    |  |  |